# Leonardo Cavallini
Leonardo Cavallini (Cortina d'Ampezzo, 4 de junio de 1939-Agordo, 11 de julio de 2023) fue un deportista italiano que compitió en bobsleigh. Ganó una medalla de plata en el Campeonato Mundial de Bobsleigh de 1966, en la prueba doble.

## Palmarés internacional
| Campeonato Mundial | Campeonato Mundial         | Campeonato Mundial | Campeonato Mundial |
| Año                | Lugar                      | Medalla            | Prueba             |
| ------------------ | -------------------------- | ------------------ | ------------------ |
| 1966               | Cortina d'Ampezzo (Italia) | Medalla de plata   | Doble              |